# Handelshögern
Handelshögern är en borgerlig politisk studentförening vid Handelshögskolan i Stockholm, ansluten till Fria Moderata Studentförbundet. Föreningen grundades 1973 som ett studentparti, då under namnet Högerekonomerna.
Bland Handelshögerns tidigare ordförande märks Petrus Boström.
Nuvarande ordförande är Jonathan Stefansson, sedan november 2020.